# Dragica Končar
Dragica Končar (rojena Stojić), hrvaška udeleženka NOB, narodna herojinja Jugoslavije, * 1. januar 1915, Jošan, pri Udbini, † 21. avgust 1942, Zagreb.

## Življenje
Rojena je v bogati družini. Po končani šoli je delala na pošti, potem v tovarni papirja in kot referentka v avtomehanični delavnici.
V Zagrebu se je spoznala z Radetom Končarjem, ki jo je vključil v revolucionarno delavsko gibanje. Ob delu je izpopolnjevala svoje znanje, brala je Marxova dela. Borila se je za pravice delavcev. Bila je na vseh demostracijah, štrajkih in drugih akcijah, katere je organizirala Komunistična partija Jugoslavije v Zagrebu. Velikokrat je bila aretirana, zato je spremenila ime v Štefica Kolak.
Čeprav je živela v ilegali, je nadaljevala s svojim delom. Avgusta 1942 so jo ustaši našli in aretirali. Odpeljali so jo v zapor na Savski ulici, kjer so jo mučili. Ker jim ni uspelo izsiliti priznanja, so jo 21. avgusta 1942 vrgli zvezano skozi okno z drugega nadstropja na zaporsko dvorišče. Za narodno herojinjo je bila razglašena 23. julija 1952.